# Bulanık (district)
Bulanık is een Turks district in de provincie Muş en telt 85.232 inwoners (2007). Het district heeft een oppervlakte van 1688,5 km². Hoofdplaats is Bulanık.
De bevolkingsontwikkeling van het district is weergegeven in onderstaande tabel.
| 1997   | 2000   | 2007   |
| ------ | ------ | ------ |
| 98.216 | 99.819 | 85.232 |